# Clemens Platten
Clemens Platten (* 24. November 1893 in Mörsdorf, Landkreis Cochem-Zell; † 28. Juli 1971 in Cochem) war ein deutscher Landwirt und Politiker (Zentrum, später CDU).

## Leben
Platten wurde als Sohn eines Landwirts geboren. Nach dem Besuch der Volksschule in Mörsdorf arbeitete er ab 1908 in der elterlichen Landwirtschaft. Im Anschluss ging er bis 1914 einer Beschäftigung in der Oberhausener Montanindustrie nach. Von 1914 bis 1918 nahm er am Ersten Weltkrieg teil und wurde als Soldat an der Westfront eingesetzt. Nach dem Kriegsende erhielt er von 1919 bis 1921 eine Ausbildung an der Kirchenmusikschule in Trier, danach folgte bis 1951 eine nebenberufliche Tätigkeit als Organist und Küster in Mörsdorf.
Platten war seit 1922 hauptberuflich als selbständiger Landwirt in Mörsdorf tätig. Von 1924 bis 1933 gehörte er für die Zentrumspartei dem Kreistag des Landkreises Cochem an. Gegen Ende des Zweiten Weltkrieges wurde er dienstverpflichtet.
Platten trat 1945 in die CDU ein und betätigte sich erneut in der Kommunalpolitik. Von 1945 bis 1949 war er Bürgermeister der Gemeinde Mörsdorf, des Weiteren Mitglied des Kreistages und bis 1952 Mitglied des Kreisausschusses im Landkreis Cochem. Bei den Landtagswahlen 1951, 1955, 1959 und 1963 wurde er jeweils über den Wahlkreis 2 in den Rheinland-Pfälzischen Landtag gewählt, dem er bis 1967 angehörte. Im Landtag war er von 1951 bis 1955 Mitglied des Hauptausschusses und von 1955 bis 1967 Mitglied des Agrarpolitischen Ausschusses.
Clemens Platten war verheiratet und hatte fünf Kinder.

## Auszeichnungen
- 1963: Verdienstkreuz 1. Klasse der Bundesrepublik Deutschland
- 1966: Päpstlicher Ehrenorden „Pro Ecclesia et Pontifice“
- 1966: Ehrenschild des Landkreises Cochem
- Freiherr-vom-Stein-Plakette des Landes Rheinland-Pfalz